# Велва (Северна Дакота)
Велва (енгл. Velva) град је у америчкој савезној држави Северна Дакота.

## Демографија
По попису из 2010. године број становника је 1.084, што је 35 (3,3%) становника више него 2000. године.
| Група             | 2000.         | 2010.         |
| Белци             | 1.039 (99,0%) | 1.057 (97,5%) |
| Афроамериканци    | 1 (0,1%)      | 0 (0,0%)      |
| Азијати           | 0 (0,0%)      | 1 (0,1%)      |
| Хиспаноамериканци | 5 (0,5%)      | 15 (1,4%)     |
| Укупно            | 1.049         | 1.084         |